# Batalla de Fort Sumter
|  | Per a altres significats, vegeu «Segona batalla de Fort Sumter». |

La batalla de Fort Sumter va ser un bombardeig realitzat entre el 12 i el 13 d'abril de 1861 per l'exèrcit dels Estats Confederats amb la intenció d'expulsar les tropes federals que ocupaven la fortificació de Fort Sumter, ubicada a l'entrada a la badia de Charleston (Carolina del Sud). La importància d'aquesta batalla, que no va causar gaires baixes, és que va ser el detonant que va desencadenar la Guerra Civil dels Estats Units (1861-1865), el conflicte més sagnant ocorregut en territori estatunidenc.
Les negociacions prèvies tractaven de pactar la rendició de les tropes que ocupaven el fort i les condicions d'aquesta. Paral·lelament, els dos governs s'acusaven mútuament de ser culpables d'una possible entrada en conflicte. Per a tots dos bàndols, les accions prèvies tenien com a objectiu estimular les seves tropes i convèncer els estats encara indecisos per tal que s'unissin a la seva causa; igualment, es tractava de presentar l'adversari com a agressor, en cas que finalment la guerra es fes efectiva. El conflicte es va començar a gestar amb l'enfrontament del governador de Carolina del Sud, Francis W. Pickens, amb el President dels Estats Units en funcions, el demòcrata James Buchanan; aquest enfrontament va continuar, a partir del març, a través del President del Govern confederat Jefferson Davis amb el president nord-americà Abraham Lincoln.
Després de diversos mesos de negociació, l'atac al fort de les tropes confederades va provocar la mobilització de l'exèrcit federal per part d'Abraham Lincoln i va precipitar el país a la guerra civil.

## Antecedents

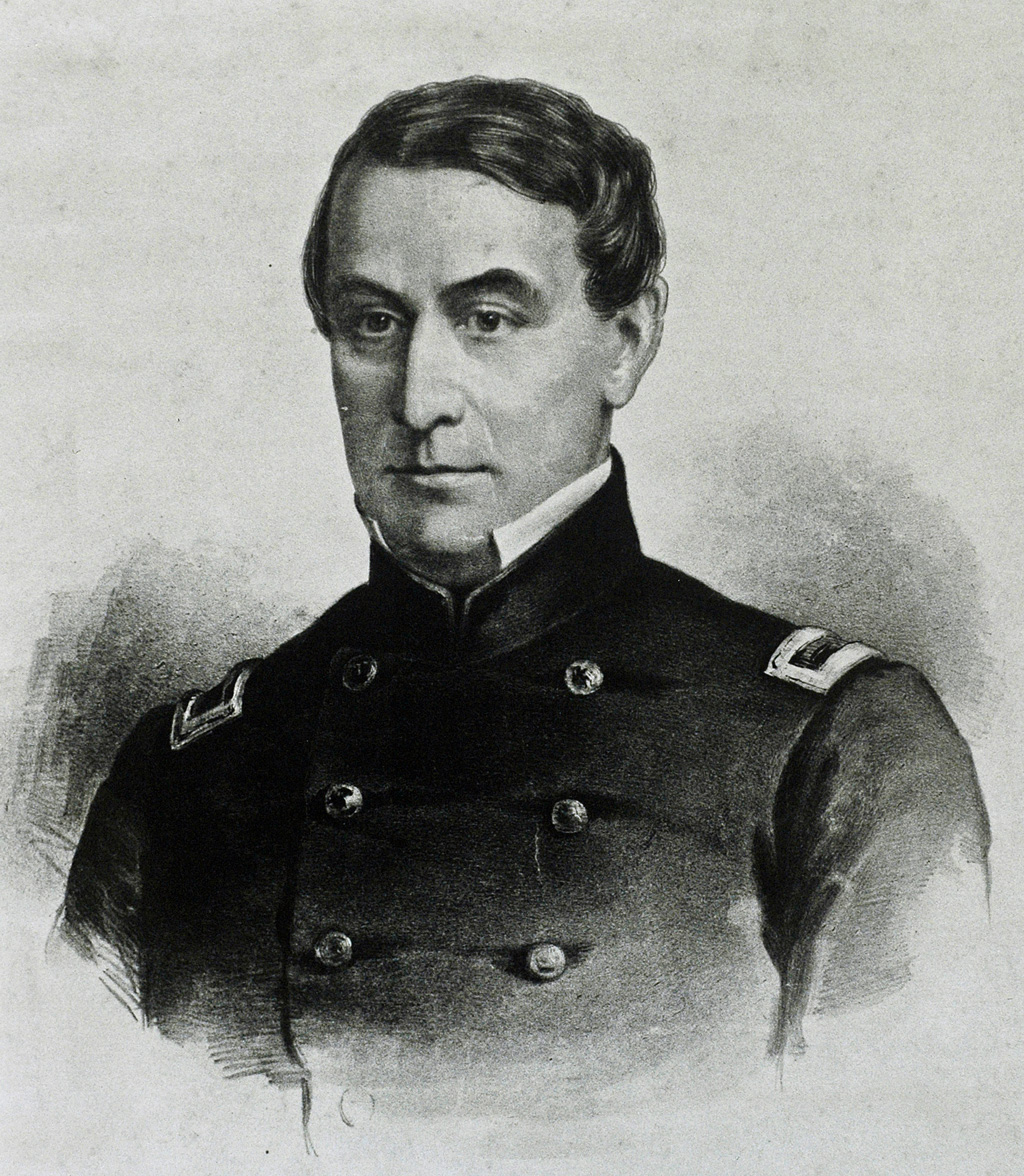
El comandant Robert Anderson, va dirigir les tropes federals durant la resistència del fort.

Des de la Guerra d'independència dels Estats Units, la qüestió de l'esclavitud era causa d'enfrontament entre els estats del Nord i els estats del Sud. Amb l'aparició del partit republicà, declarat obertament abolicionista, van empitjorar les relacions i la lluita ideològica entre els dos bàndols es va fer encara més patent. Quan Abraham Lincoln és elegit president a finals de 1860, gràcies al suport republicà dels estats del Nord, es va trencar l'equilibri polític que garantia als estats del Sud la continuïtat del seu sistema social i polític.
Quan els estats del sud sentiren amenaçat el seu sistema esclavista per la futura presidència d'un republicà, alguns d'ells van decidir declarar la seva independència. Lògicament, la majoria de les infraestructures públiques i militars establertes en els estats escindits eren controlades per ells, però alguns funcionaris van decidir donar suport al bàndol federal i adoptar les seves mateixes posicions; aquest va ser el cas de la plaça fortificada de Fort Sumter, a la badia de Charleston.

### Fort Sumter i els seus recursos a finals de 1860

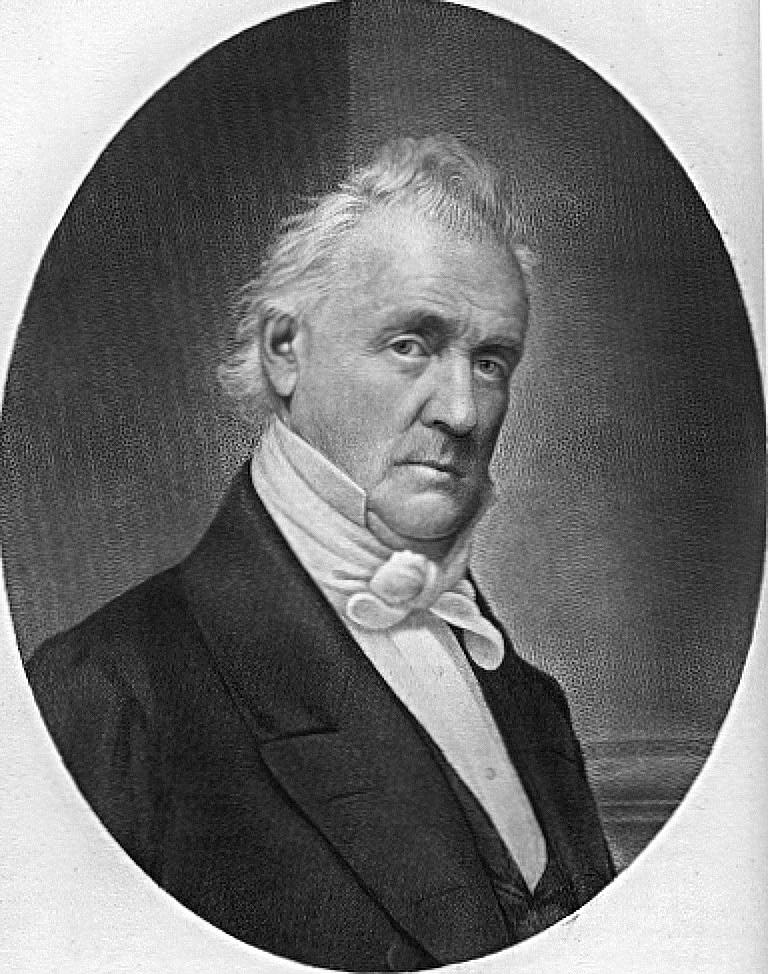
James Buchanan, President en funcions dels EUA durant el conflicte.

Fort Sumter era una fortificació sota control federal, situat sobre un illot de granit artificial a l'entrada de la badia de Charleston. A principis de desembre de 1860, el fort no estava ocupat més que per alguns obrers que es trobaven realitzant millores a l'interior. Les tropes de l'exèrcit, 68 homes, es trobaven ocupant una altra fortificació de la zona, Fort Moultrie.
Després d'haver declarat la seva independència, el 20 de desembre de 1860, Carolina del Sud va enviar diplomàtics al Govern Federal per negociar el lliurament dels forts localitzats a Charleston i que eren controlats per l'exèrcit federal. Aquestes negociacions tenien la pressió de diversos centenars de milicians que asseguraven que s'apoderarien dels forts a través de la violència si el Govern Federal rebutjava les seves propostes. En aquell moment, Abraham Lincoln va ser elegit President dels Estats Units d'Amèrica, encara que el president en funcions seguiria sent el demòcrata James Buchanan fins al 4 de març de 1861, quan acabaria el seu mandat.
Les escasses tropes emplaçades a Fort Moultrie no estaven dirigides per un militar que vingués del Nord sinó per un natural de Kentucky, Robert Anderson, que havia estat propietari d'esclaus i era comprensiu amb les posicions del Sud. Però el comandant Anderson es va declarar primer de tot fidel a la seva bandera, la federal, i tenia l'esperança que els Estats Units no es precipitarien cap a una guerra que no faria altra cosa sinó dividir el seu país, el seu estat i fins i tot la seva família. A més, era conscient que si la guerra arribava a produir-se, tindria el seu detonant en un dels estranys enclavaments militars que encara es trobaven sota control federal però que estaven situats al Sud.
Per tal de protegir el fort contra possibles atacs de la Confederació, Robert Anderson envià a Washington DC una sol·licitud de reforços. El president sortint, James Buchanan, volia de totes totes impedir que es vessés una gota de sang abans que s'acabés el seu mandat i es negà a enviar reforços. Però no ordenà una evacuació de les tropes enclavades en el fort, a canvi que Carolina del Sud es comprometés a no atacar la posició almenys fins que es donessin per acabades les negociacions diplomàtiques.

### Les tensions militars i polítiques

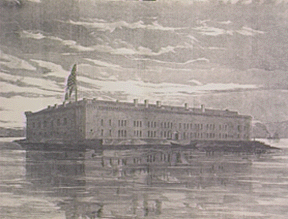
imatge de Fort Sumter abans de la batalla.

La nit del 26 de desembre de 1860, el comandant Anderson va decidir, per la seva pròpia iniciativa, traslladar els seus homes, de manera discreta, des de Fort Moultrie a Fort Sumter, amb la intenció d'oferir una major resistència en cas que finalment es produís un atac de les tropes dels estats escindits. Les reaccions a aquesta maniobra no van resultar ser les que ell esperava. Els federals l'aclamaven com un heroi que els havia fet una bona jugada als sudistes.
| « | Mentre tinguem Fort Sumter, no em preocuparé pel nostre ideal, el de la gloriosa Unió. | » |

Les reaccions confederades van ser molt diferents. Els sudistes van considerar aquesta maniobra d'Anderson com un abús de la seva confiança. Alguns diaris del sud ho interpretaren com una declaració de guerra.
El President Buchanan va dubtar a demanar Anderson que s'incorporés a la seva antiga posició, Fort Moultrie, perquè aquesta decisió posaria en perill la confiança en el Partit Demòcrata en els estats del Nord, una confiança que, d'altra banda, ja es trobava molt afeblida per la recent victòria del Partit Republicà dels Estats Units en les eleccions presidencials amb Abraham Lincoln. Finalment Buchanan va triar de romandre ferm, i fins i tot va acceptar la proposta del general Winfield Scott de reforçar la fortificació de Fort Sumter.
S'enviaren 200 homes de reforç a bord del vaixell comercial  Star of the West . Anderson no va informar de l'arribada dels reforços, però es van produir filtracions de la informació que van arribar als diaris i que la van publicar. Mentre el vaixell intentava arribar al port de Charleston, l'artilleria del sud va obrir foc contra ell. Llavors el vaixell es va veure forçat a fer un gir de 180 graus.
La tensió política augmentà i els dos bàndols s'acusaven mútuament d'agressió. No obstant això, els altres estats secessionistes ordenaren a Carolina del Sud que no desencadenés una guerra abans que la Confederació no s'hagués organitzat i preparat militarment per a tal cosa.

### Arribada al poder de Lincoln

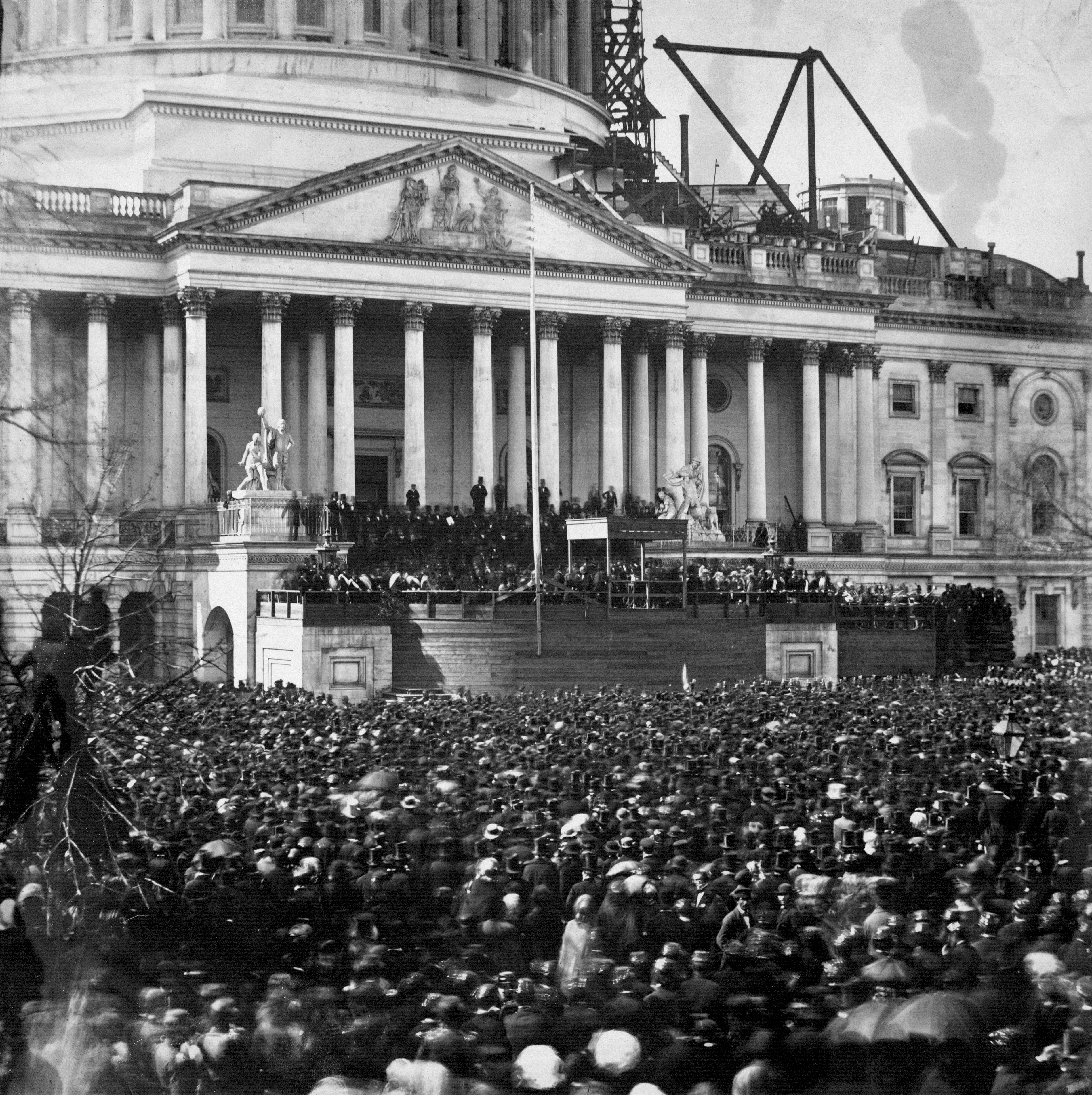
Acte d'investidura d'Abraham Lincoln, el 4 de març de 1861.

El 4 de març de 1861, James Buchanan traspassà els poders a Abraham Lincoln. En aquest moment la situació dels interessos dels Estats Units a Charleston estava molt deteriorada. El President dels Estats Confederats d'Amèrica, Jefferson Davis, va reprendre les negociacions del traspàs del control del fort i, paral·lelament, també havia enviat a Charleston el general Pierre Gustave Toutant de Beauregard per prendre el control dels milers de milicians allà emplaçats. L'endemà de la seva investidura, Lincoln va ser informat que el fort començava a no tenir recursos i menjar.
Lincoln llavors va estudiar diverses possibilitats. Podia ordenar la intervenció de la flota federal perquè es congregués per la força a Fort Sumter, i prendre a l'assalt la badia de Charleston. Tal decisió faria que el Nord fos considerat com a agressor, la qual cosa podria dividir els seus propis estats membres i, al mateix temps, reforçar al bàndol del Sud. Podia també cedir el control del fort, i crear així una pau una mica més duradora. D'aquesta manera conservaria el suport d'alguns estats limítrofs als estats del Sud, la posició dels quals en el conflicte era encara vacil lant. Aquesta decisió posaria en risc la seva autoritat, que seria titllada de dèbil, i que encara havia de demostrar.

El president dels EUA Abraham Lincoln.

El President Lincoln havia guanyat les eleccions primàries del seu partit amb un escàs suport. Això s'explicava perquè les grans figures del Partit Republicà estaven massa enemistades com per donar-se suport mutu. Un cop el Partit Republicà va guanyar les eleccions presidencials, molts d'ells creien que havien de tenir molt pes en el govern, entre ells William Henry Seward, que va ser elegit Secretari d'Estat de la nova administració i que esperava dirigir de manera oficiosa el país. D'aquesta manera, per iniciativa pròpia, es va posar en contacte amb la Confederació, per anunciar-los que Fort Sumter s'evacuaria (una decisió que en absolut Lincoln havia pres).
Entre la resta de membres del gabinet de Lincoln, només un únic ministre, Montgomery Blair, es va oposar a la rendició del fort. Per Blair
| « | renunciar al fort és renunciar a la Unió | » |

En el procés de presa de decisions en aquest sentit, un memoràndum del general Winfield Scott, de Virgínia, recomanava la capitulació sense condicions del fort per motius polítics. Aquest dictamen el feia aparèixer com a sospitós i incapaç de secundar el comandant Anderson. A nivell militar, va considerar que la intervenció requeria una flota important i d'almenys 25.000 homes.

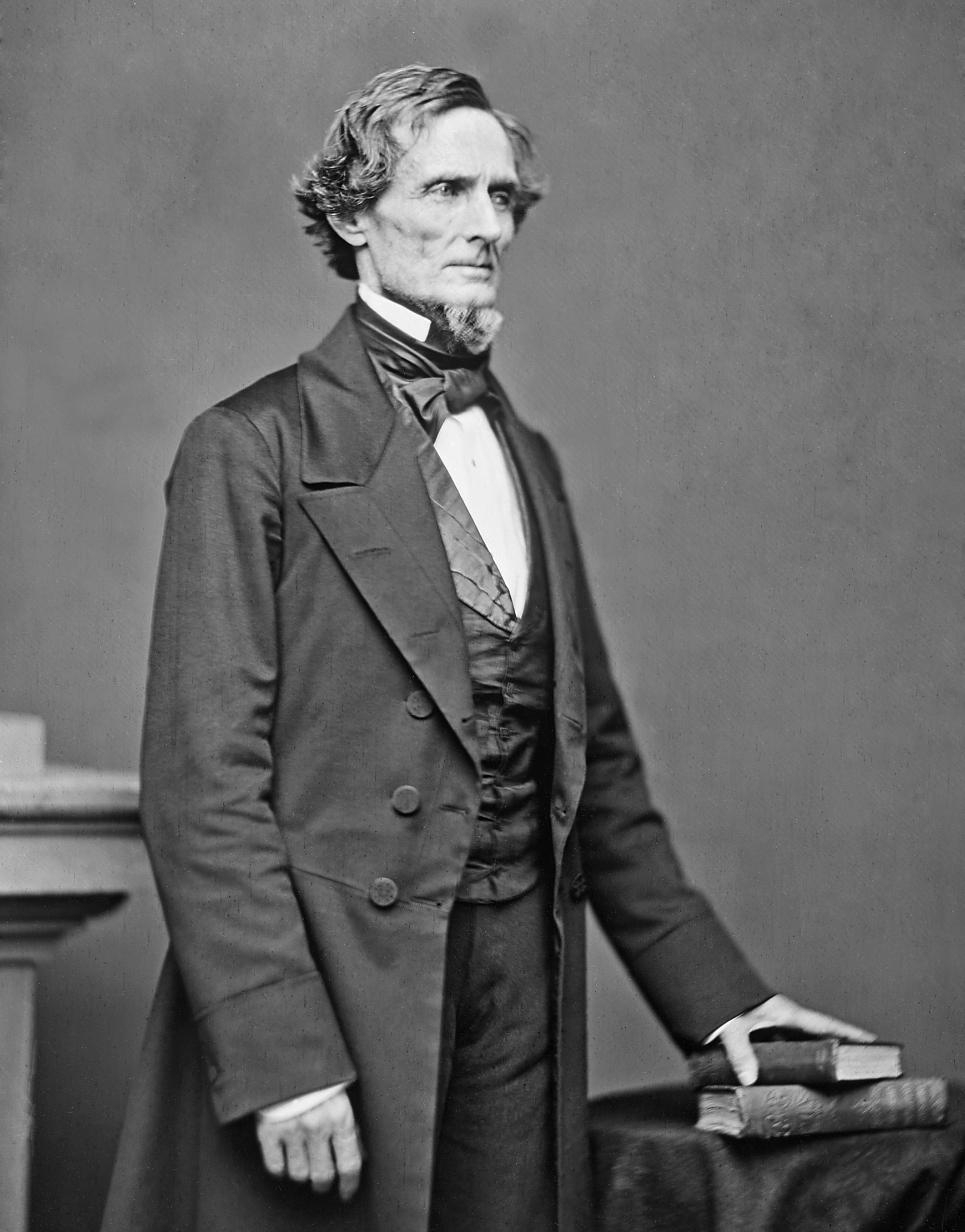
Jefferson Davis, President dels Estats Confederats d'Amèrica.

Lincoln va decidir ajornar la presa d'una decisió definitiva pel que fa a Fort Sumter. En canvi va decidir donar suport a un altre fort en una situació similar a Florida, el Fort Pickens. Sol·licità la preparació d'una expedició destinada a proveir de recursos, tot i l'oposició de la majoria dels seus consellers.
Contrari a la intervenció, el Secretari d'Estat William Seward va minvar l'expedició en privar-la de l'ús del vaixell més potent de la flota. Per tal d'evitar la guerra, també va enviar al President Lincoln una carta on li proposava que preservés la Unió d'entrar en conflicte, i que centrés la seva atenció a reunir el Nord i el Sud per lluitar contra Espanya i França, que acabaven d'intervenir en l'Illa de Santo Domingo i Mèxic tot i la doctrina Monroe. Lincoln va qualificar aquesta proposta de ridícula i es va fer fort contra el seu rival polític.
El 4 d'abril, Lincoln va donar definitivament la seva aprovació perquè una expedició encapçalada per Gustavus Fox subministrés recursos a Fort Sumter. El pla preveia que l'expedició no havia d'entrar en batalla a la badia de Charleston, sinó només subministrar recursos a Anderson i les seves tropes. Si els confederats obrien foc, llavors la marina federal i les tropes expedicionàries tindrien permís per intervenir militarment. La intenció de Lincoln era que si els del sud intervenien per bloquejar l'ajuda, i condemnaven per tant les tropes de Fort Sumter a morir d'inanició, llavors els acusaria d'agressió. El 6 d'abril, Lincoln va informar el governador de Carolina del Sud que es duria a terme l'expedició.

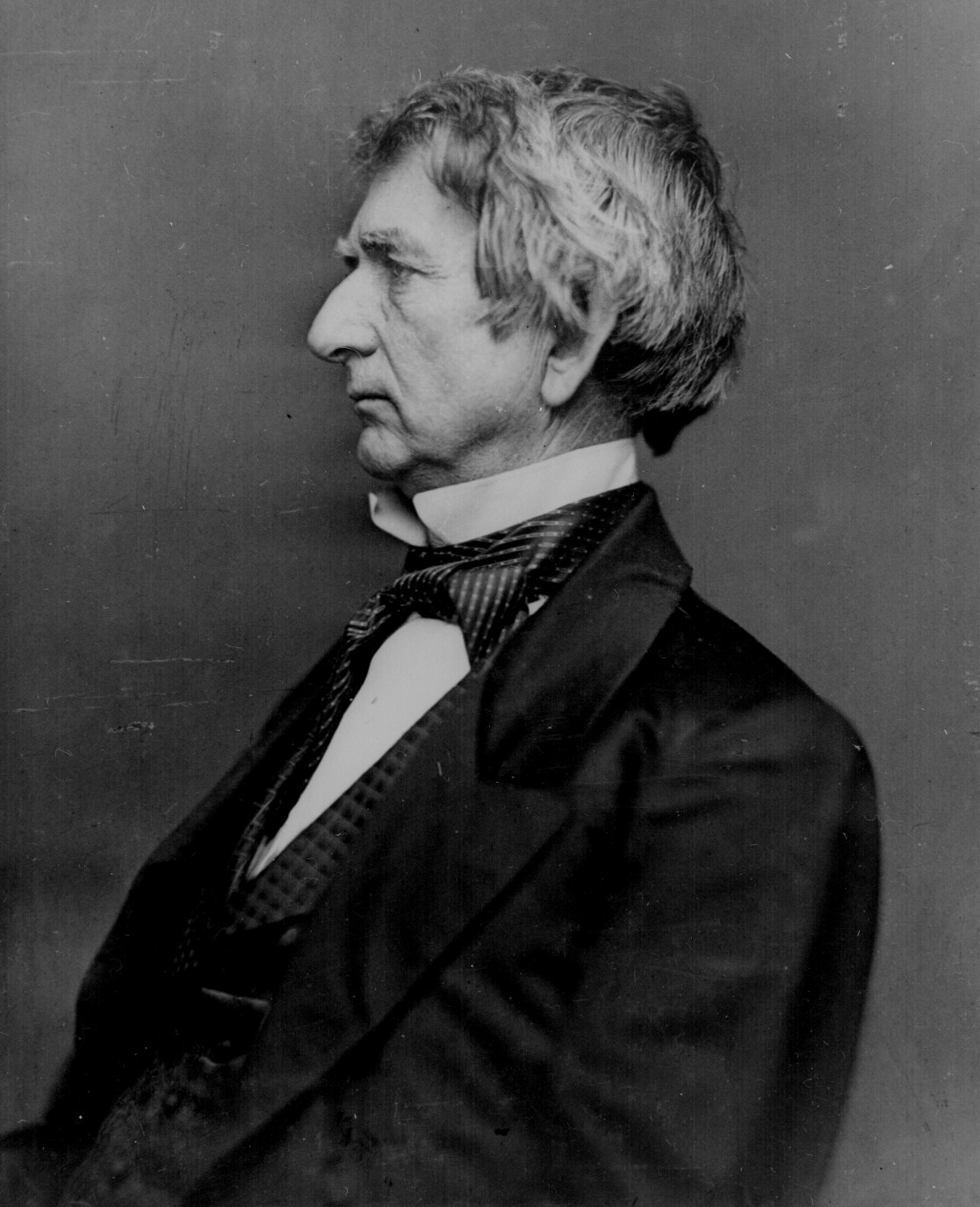
El secretari d'Estat de la Unió, William Henry Seward, va ser un dels candidats no elegits a la investidura pel Partit Republicà dels Estats Units a 1860.

Les motivacions de Lincoln per prendre aquesta decisió i no una altra no es coneixen de forma efectiva, però s'han apuntat diverses tesis. Segons una primera teoria, Lincoln va pensar que només la guerra podia salvar la seva administració i va voler forçar el Sud a dur a terme la primera agressió. La segona teoria manté que Lincoln no va voler veure el seu govern desacreditat i no volia permetre que altres potències internacionals reconeguessin la Confederació com un país. També assegura que Lincoln pensava que el fet de deixar al Sud l'elecció entre un escenari de pau o una guerra amb els Estats Units, i l'amenaça permanent que això suposaria, no hauria estat un comportament responsable. La tercera teoria afirma que Lincoln, en realitat, desitjava preservar la pau, però es veié obligat a arribar a la guerra i conseqüentment, volia garantir que el Nord partís de la millor posició possible en el conflicte que s'acostava.
Per la seva banda, el president de la Confederació es trobava amb problemes polítics similars als d'Abraham Lincoln. Pressionat per alguns estats del sud perquè intervingués de manera enèrgica, sabia que passar per ser l'agressor suposava la negació del suport dels estats indecisos i que aquests es decantessin pel nord, la qual cosa hauria provocat un desequilibri de bàndols evident en la guerra. D'altra banda, com més temps passava, més es volien quedar dins de la Unió els estats indecisos i més preferien la seguretat que aquesta desprenia davant l'opció confederada. El conflicte serviria per fer callar les veus dels estats que es queixaven d'estar "sotmesos" i als que plantejaven el fet que deixar córrer el temps era contraproduent per als seus interessos. Per exemple, el diari  Charleston Mercury , quan feia referència a la situació estratègica de la badia de Carolina del Sud, va publicar que:
| « | Els estats que limiten amb el Sud no subscriuran mai la nostra causa mentre no hàgim provat que una tropa de setanta homes no pugui tenir el control del pòrtic del nostre comerç. | » |

## Desenvolupament tàctic

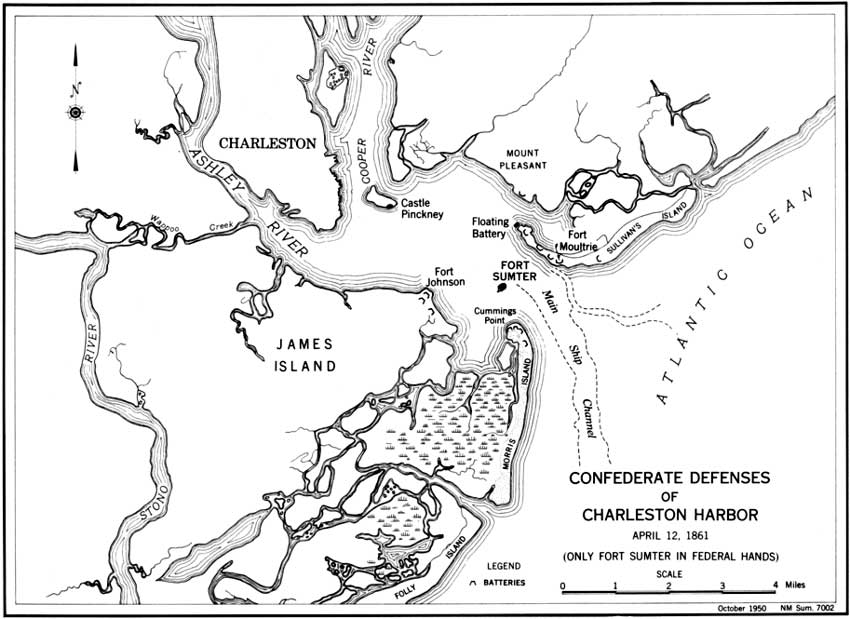
Mapa del port de Charleston en el moment de la batalla.

El 9 d'abril, el general Pierre Beauregard va rebre l'ordre de Jefferson Davis i el seu gabinet de prendre Fort Sumter abans que no es produís l'arribada de la flota federal. En el seu gabinet, només el Secretari d'Estat, Robert Toombs, es va oposar a aquesta decisió i declarava:
| « | Sr President, la decisió actual es tracta d'un suïcidi i un assassinat, a part que perdrem tots els nostres col·legues del Nord. Per caprici, es colpejarà un niu de vespons que s'estendran des dels oceans fins a les muntanyes, i els seus legionaris, actualment tranquils, ens envairan lentament i ens mataran a tots amb les seves picades. No cal posar la culpabilitat al nostre bàndol. Això és fatal. | » |

Tres mesos abans, les tropes de la Confederació es van anar ubicant al voltant de Fort Sumter, i es van preparar per a una possible defensa de la badia de Charleston contra un assalt per part de la flota federal o per realitzar un possible atac contra el fort.

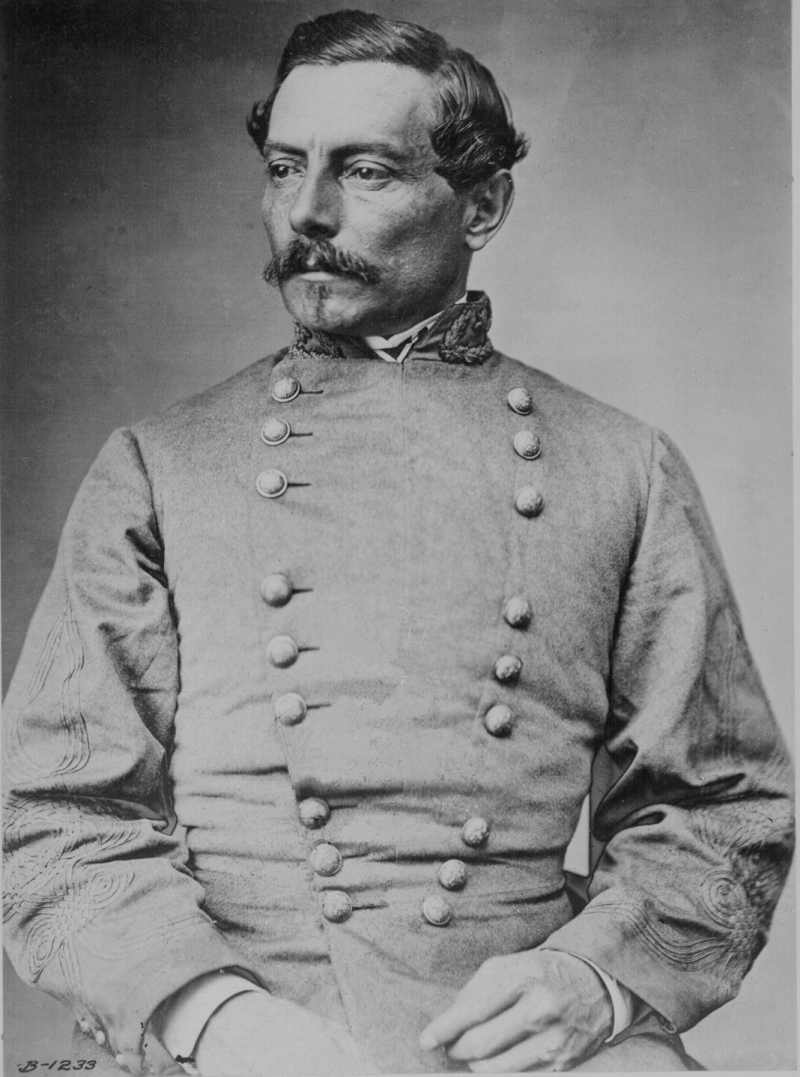
General Pierre Beauregard.

El 12 d'abril de 1861, a les 03.20 h del matí, els Confederats informaren Anderson que una hora més tard obririen foc contra el fort. Anderson va rebutjar la petició de capitulació de Beauregard, tot i que va comentar al missatger sudista que la fam provocaria, en qualsevol cas, la rendició en uns dies, si no rebien provisions. A les 4.30 h un tir de canó des Fort Johnson sobre Fort Sumter va indicar el principi de la batalla i va començar el bombardeig de 43 canons i obusos, situats a Fort Johnson, Fort Moultrie i Cummings Point. Anderson no replicà fins passades les set del matí, hora en la qual el capità Abner Doubleday disparà sobre la bateria confederada de Cummings Point.
El bombardeig va començar, d'aquesta manera, el 12 d'abril al matí. Mentrestant la flota expedicionària d'aprovisionament que s'encaminava a Fort Sumter, va patir l'assetjament d'una forta tempesta que li feu impossible d'entrar en combat. Ordres confuses de William Seward i de Lincoln havien desviat l'USS Powhatan, la nau principal de l'expedició, cap a Fort Pickens. Amb problemes d'escassetat de soldats, les tropes federals i els canons del fort responien sense gran eficàcia. Anderson decidí d'allunyar als seus soldats dels llocs de la fortificació més exposats al bombardeig, tot i que amb això també els privaria d'utilitzar els seus millors canons. El fort va ser construït amb la idea de rebutjar atacs navals i els canons principals estaven ubicats en els llocs elevats, on la marina tenia dificultats per assolir-los, però en canvi era on més impactaven els obusos de la milícia de Carolina del Sud.
A més, amb escassetat de soldats, les tropes federals només utilitzaven els canons dels nivells inferiors de Fort Sumter, i tenien molt poques oportunitats d'arribar a les bateries dels forts que controlaven la milícia de Carolina del Sud. Com que es va fer caure diverses vegades la bandera dels Estats Units, les tropes confederades comprovaven regularment si els federals s'havien rendit. La capitulació no va ser acceptada pels federals fins a 34 hores després del començament del bombardeig. El 14 d'abril, la bandera de la Confederació fou hissada a Fort Sumter.

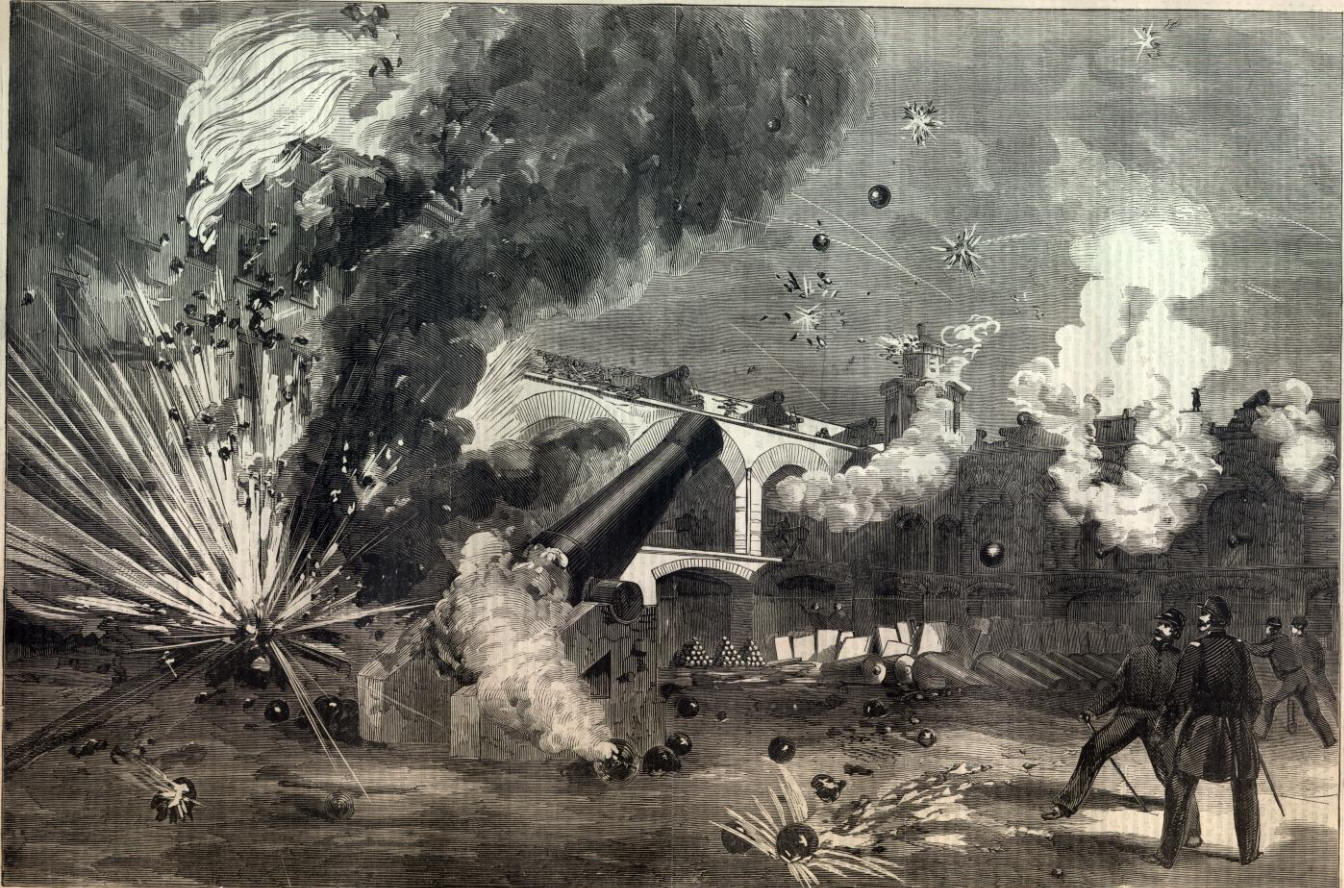
Impactes sobre Fort Sumter.

Durant la batalla, els confederats van llançar al voltant de 4.000 trets d'obusos i metralla, mentre que els federals van realitzar-ne al voltant de mil. Amb tot, les úniques víctimes van ser cinc ferits del bàndol federal i quatre ferits del bàndol confederat. Com a curiositat, l'única víctima mortal a la batalla va ser un cavall del sud. Després de la batalla, una de les condicions demanades per a la capitulació del comandant Anderson era que es realitzés una salva d'un centenar de canonades. La realització d'aquesta salva va provocar un accident que es va cobrar la vida d'un soldat confederat i ferí d'altres diversos. És l'única víctima mortal que es va produir a tot l'esdeveniment. Finalment, les tropes federals foren portades a territori de la Unió, la qual va permetre a Anderson, i sobretot a Abner Doubleday, de seguir fent carrera dins de l'exèrcit.

### Conseqüències per a la Unió
El 15 d'abril de 1861, en resposta al bombardeig confederat sobre el fort, Lincoln va decidir cridar a files 75.000 soldats, per tal d'aturar una revolta que el sistema judicial no va poder interrompre. La majoria de les poblacions del Nord es van mostrar favorables a aquesta decisió de rescabalament de les accions dels secessionistes. Fins i tot en les ciutats del Nord que eren simpatitzants de la causa del sud, que estaven dominades pel Partit Demòcrata, es van mostrar favorables a la defensa de la Unió. D'aquesta manera, a Nova York, ciutat que es rebel·là contra l'autoritat federal el 1863, una concentració unionista va reunir més de 250.000 persones.
Els demòcrates del nord van repetir el missatge dels republicans. Un dels seus principals representants, Stephen A. Douglas, que va vèncer en eleccions a Illinois a Abraham Lincoln a 1858, va declarar als ciutadans de Chicago:
| « | "Aquesta qüestió només té dues cares. Un no pot estar sinó a favor dels Estats Units d'Amèrica o en contra d'ells. En aquesta guerra, no hi ha lloc per a la neutralitat, només hi ha patriotes o traïdors". | » |

Per als diaris de la zona federal, el Sud va violar clarament la Constitució en oposar-se per la força al Govern legal de Washington. Els soldats federals pensaven que anaven a lluitar per preservar el Govern, la unitat del país, la Constitució i l'herència aconseguida després de la Guerra de la Independència on van lluitar contra el Regne de la Gran Bretanya. A hores d'ara la qüestió de l'esclavitud per a la Unió es va convertir en una qüestió secundària, en primer lloc havien passat problemes derivats de la secessió.
Atesa la forma en què esclatar la guerra, amb un atac a Fort Sumter per part de la Confederació, la unió política del Nord estava garantida, i la decantació cap a aquest bàndol dels estats indecisos, almenys a curt termini. Fins i tot en alguns estats lleials a la Federació, l'oferiment de tropes superava àmpliament les requerides pel Govern. Indiana va oferir dotze regiments, quan Washington tan sols n'havia demanat sis. Després d'haver rebut una demanda de tretze regiments, el governador d'Ohio telegrafiar al govern federal amb el text:
| « | "Llevat que volgués frenar l'entusiasme dels nostres ciutadans, no sabria mobilitzar-ne menys de vint". | » |

### Conseqüències per a la Confederació

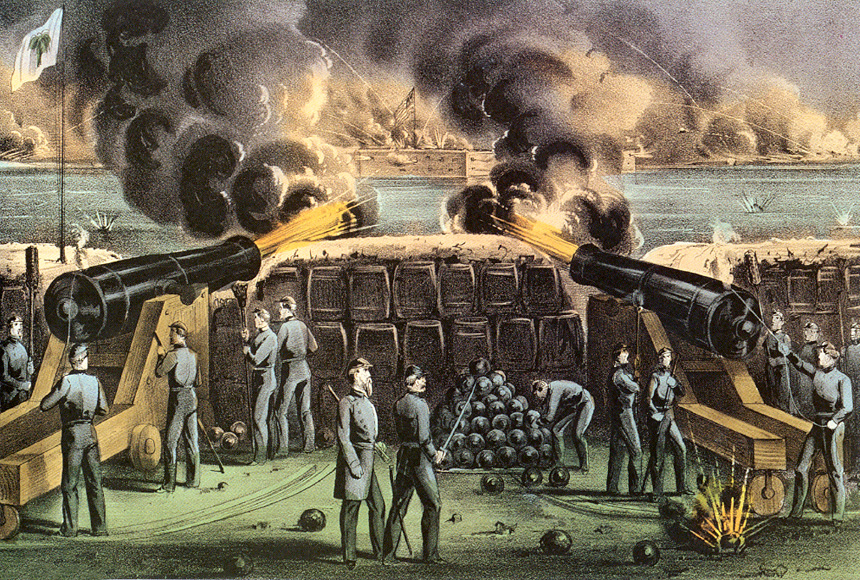
Tropes confederades bombardejant des d'un dels forts propers.

El Sud per cap concepte volia passar per ser l'agressor. Després de la batalla, Jefferson Davis va declarar:
| « | "Sentim que la nostra causa és justa i consagrada; manifestem solemnement davant de la humanitat que desitgem la pau, qualsevol que sigui el seu preu, si salvaguarda el nostre honor i la nostra independència. No volem cercar cap conquesta, cap ampliació territorial, cap concessió de cap mena per part dels estats amb els quals estàvem units fins ahir; tot el que demanem és que ens deixen en pau ". | » |

Si l'estratègia del Nord va ser sentir-se atacat pels fets que s'havien produït a Fort Sumter, l'estratègia del Sud es va construir sobre la base d'afirmar que Abraham Lincoln estava encaminant els seus esforços a reunir un exèrcit per tal d'envair el seu país i sotmetre per la força als seus conciutadans. La decisió de Lincoln va propiciar que alguns militars del Sud, encara dubitatius, s'acabessin decantant per bàndol confederat. El cas més representatiu va ser el de Robert E. Lee, el qual es negà a obeir les ordres de l'exèrcit federal i va prendre finalment el comandament de l'exèrcit de Virgínia. Aquesta va declarar la seva independència el 17 d'abril, dos dies després de la mobilització requerida per Lincoln.
Finalment, el Sud va proclamar una prolongació de l'esperit heretat de 1776, en una segona guerra d'independència i va remarcar la idea de resistir a un tirà. De fet, si la legitimitat del president Lincoln al sud-est era discutida a un nivell constitucional, era clarament nul·la a nivell popular, com a mínim entre la població blanca. Lincoln, en efecte, només fou elegit amb els vots dels estats del Nord. A més, el Partit Demòcrata, que presentava dos candidats, va rebre un 47,6% dels sufragis contra un 39,9% per al partit republicà; només tenint en compte els grans electors es va garantir la victòria d'aquest últim.
Després de Virgínia, tres estats limítrofs més, es van unir a la Confederació arran de l'atac al fort, i sobretot, arran de la crida a les armes del president Lincoln. Aquests van ser Arkansas, Tennessee i Carolina del Nord.

## El retorn de la bandera

La bandera de Fort Sumter.

El 14 d'abril de 1861, el comandant Robert Anderson havia tingut la cura de portar la bandera federal de Fort Sumter a Washington. Alguns dies després de la rendició de Robert E. Lee a Appomattox, el 9 d'abril de 1865, i el final efectiu de la Guerra Civil dels Estats Units, Robert Anderson tornà a Fort Sumter en Carolina del Sud i va hissar de nou l'antiga bandera sobre el fort.
La nit del 14 d'abril, cinc dies més tard, Lincoln fou assassinat a Washington DC.